# Paul Steele
Paul Steele (ur. 5 grudnia 1957 w New Westminster) – kanadyjski wioślarz, złoty medalista olimpijski.

## Kariera
Wystąpił na igrzyskach olimpijskich w Los Angeles w 1984, gdzie osada Kanady w składzie: Pat Turner, Kevin Neufeld, Mark Evans, Grant Main, Paul Steele, Mike Evans, Dean Crawford, Blair Horn i Brian McMahon (sternik) zdobyła złoty medal w ósemkach. W finale uplasowali się o 0,42 sekundy przed osadą Stanów Zjednoczonych i o 2,08 sekundy przed osadą Australii. Na rozgrywanych cztery lata później igrzyskach olimpijskich w Seulu w tej samej konkurencji zajął szóste miejsce. 
Na mistrzostwach świata w Nottingham (1986) był czwarty w czwórkach bez sternika, gdzie Kanadyjczycy przegrali walkę o podium z osadą NRD o 0,08 sekundy. Był też między innymi piąty w ósemkach na mistrzostwach świata w Kopenhadze (1987).
Ponadto zdobył złoto w czwórkach bez sternika na igrzyskach Wspólnoty Narodów w Edynburgu (1986) i brąz w czwórkach ze sternikiem na igrzyskach panamerykańskich w Caracas (1983).
Kształcił się na Uniwersytecie Kolumbii Brytyjskiej.